# تيدي سامبسون
تيدي سامبسون (بالإنجليزية: Teddy Sampson)‏ هي ممثلة أمريكية، ولدت في 8 أغسطس 1895 بنيويورك في الولايات المتحدة، وتوفيت في 24 نوفمبر 1970 بلوس أنجلوس في الولايات المتحدة.

## وصلات خارجية
- تيدي سامبسون على موقع IMDb (الإنجليزية)
- تيدي سامبسون على موقع قاعدة بيانات الفيلم (الإنجليزية)